# Colibri de Stübel
Oxypogon stuebelii
Espèce
Synonymes
- Oxypogon guerinii stuebelii Meyer, 1884

Statut de conservation UICN

 VU D1 : Vulnérable
Le colibri de Stübel (Oxypogon stuebelii) est une espèce d'oiseaux-mouches.

## Distribution
Cette espèce est endémique de Colombie. Elle se rencontre entre 3 000 et 5 200 m d'altitude dans le parc national naturel de Los Nevados.

## Taxinomie
Oxypogon guerinii stuebelii a été élevée au rang d'espèce à la suite des travaux de Collar et Salaman en 2013.